# Formigueret de Behn
El formigueret de Behn (Myrmotherula behni) és una espècie d'ocell de la família dels tamnofílids (Thamnophilidae).

## Hàbitat i distribució
Habita la selva pluvial de les muntanyes del sud-est de Colòmbia, Pantepui del sud de Veneçuela, Guyana i nord-oest del Brasil.